# پریپک (استان کرجالی)
پریپک (به بلغاری: Pripek) یک منطقهٔ مسکونی در بلغارستان است که در شهرستان ژبل واقع شده‌است.